# Hippolyte pleuracanthus
Hippolyte pleuracanthus är en kräftdjursart som först beskrevs av William Stimpson 1871.  Hippolyte pleuracanthus ingår i släktet Hippolyte och familjen Hippolytidae. Inga underarter finns listade i Catalogue of Life.